# Hải lưu Cromwell
Hải lưu Cromwell (còn gọi là Dòng ngầm xích đạo Thái Bình Dương hay Dòng ngầm xích đạo) là một sông ngầm dưới biển: Một dạng cụ thể của hải lưu như một con sông chảy dưới bề mặt đại dương.
Các con sông ngầm dưới biển là quyến rũ và là một lĩnh vực tương đối mới trong hải dương học. Những điều bí ẩn đẹp này của thiên nhiên chỉ ra rằng loài người còn rất nhiều điều cần phải khám phá.
Hải lưu Cromwell được phát hiện năm 1952 bởi Townsend Cromwell - một nhà nghiên cứu của Phòng thí nghiệm Honolulu. Nó rộng 400 km (250 dặm) và chảy về hướng đông. Nó ẩn sâu khoảng 100 m (300 ft) dưới bề mặt của Thái Bình Dương tại xích đạo, nó là tương đối hẹp về độ sâu khi so sánh với các hải lưu khác. Độ sâu của nó chỉ khoảng 30 m (100 ft). Dung tích của nó khoảng 1.000 lần dung tích của sông Mississippi và chiều dài của nó là khoảng 5.600 km (3.500 dặm).
Hải lưu Cromwell đã được liệt kê trong lần xuất bản năm 1964 của Sách kỷ lục Guinness.

## Townsend Cromwell
Townsend Cromwell, một người thích lướt sóng, bơi lội và là một nhà hải dương học, đã phát hiện ra hải lưu mà hiện nay mang tên ông trong khi tìm kiếm dòng chảy ở khu vực xích đạo của Thái Bình Dương. Ông mất năm 1958 khi máy bay của ông bị rơi trong khi ông đang thực hiện một chuyến thám hiểm hải dương.

## Phát hiện
Năm 1951 các nhà nghiên cứu trên boong tàu U. S. Fish and Wildlife Service research (Tàu nghiên cứu cá và các động vật hoang dã Mỹ) đã rất thích thú khi nhìn thấy dấu vết của tuyến đánh cá dài. Họ nhận ra rằng các thiết bị lặn ở sâu dưới nước bị trôi dạt về hướng đông. Điều này là không bình thường vì các dòng bề mặt của Thái Bình Dương trên xích đạo chảy về hướng tây. (Chúng chảy theo hướng gió).
Năm sau, Townsend Cromwell dẫn đầu một đoàn thám hiểm để nghiên cứu xem dòng chảy của đại dương biến đổi như thế nào theo độ sâu. Họ đã phát hiện ra một dòng chảy nhanh chảy về hướng đông ở các lớp sâu dưới bề mặt.

## Số liệu cụ thể
- Độ sâu: Dòng bề mặt chuyển động theo hướng tây. Điểm chuyển hướng khoảng 40 m phía dưới, từ đó nước chảy về hướng đông. Dòng chảy này xuống tới độ sâu khoảng 400 m.
- Tốc độ chảy: Tổng lưu lượng khoảng 30 triệu mét khối trên giây. Vận tốc tối đa khoảng 1,5 m/s (tốc độ này khoảng 2 lần nhanh hơn so với tốc độ chảy của dòng bề mặt theo hướng tây).
- Chiều dài:13.000 km

## Tương tác với El Niño
El Niño là sự đảo ngược các trạng thái thông thường ở Thái Bình Dương. Nước bề mặt chuyển động về phía tây theo hướng gió thịnh hành và nước ở dưới sâu bị ép buộc lên trên để thay thế nó. Nước bề mặt loang ngược trở lại ngang qua đại dương, mang nhiệt độ của nước ấm dọc theo bờ biển phía đông của Thái Bình Dương. Trong các năm không có El Niño, hải lưu Cromwell bị đẩy lên bề mặt bởi các núi lửa ngầm dưới biển gần quần đảo Galapágos. Hiện tượng này gọi là sự phun trào lên trên. Tuy nhiên trong những năm có El Niño thì hải lưu này không phun trào lên trên theo cách này. Nước xung quanh quần đảo vì thế là tương đối ấm trong những năm El Niño so với những năm thông thường.

## Hiệu ứng lên cuộc sống hoang dã
Hải lưu Cromwell là giàu oxy và chất dinh dưỡng. Một lượng lớn cá tập trung xung quanh nó. Sự phun trào lên phía trên diễn ra gần quần đảo Galapágos. Nó mang lại sự cung cấp thức ăn gần bề mặt cho chim cánh cụt Galapágos. Tuy nhiên sự phun trào này là một hiện tượng rời rạc, nó không diễn ra theo chu kỳ và do đó nguồn thức ăn cũng không ổn định. Chim cánh cụt có một số thói quen phù hợp với điều này, kể cả sự linh hoạt trong thói quen sinh sản của chúng.

## Khả năng hiệu ứng lên khí hậu
Hiệu ứng của hải lưu này lên khí hậu thế giới hiện nay vẫn chưa được tìm hiểu một cách rõ ràng.